# Johanna durazzói hercegnő
Anjou Johanna (ismert még mint Durazzói Johanna, olaszul: Giovanna di Durazzo, franciául: Jeanne de Durazzo; 1344 – Nápoly, Nápolyi Királyság, 1387. július 20.), a Capeting–Anjou-házból származó királyi hercegnő, Károly, Durazzo hercege és Calabriai Mária legidősebb leánya, aki apját követvén Durazzo hercegnője 1348-tól 1368-as Karl Topia általi trónfosztásáig. Nem születtek gyermekei.

## Származása
Johanna hercegnő 1344-ben született a Capeting–Anjou-ház durazzói ágának tagjaként. Apja Károly, Durazzo hercege, aki János herceg és Agnès de Périgord grófnő legidősebb fia volt. Apai nagyapai dédszülei II. Sánta Károly nápolyi király és Mária magyar királyi hercegnő (V. István magyar király leánya) voltak. 
Édesanyja szintén a Capeting–Anjou-házból származott, Mária nápolyi királyi hercegnő, Károly, Calabria hercege és Marie de Valois leánya volt. Anyai nagyapai dédszülei Róbert nápolyi király és Jolán aragón királyi hercegnő (III. Nagy Péter aragóniai király leánya), míg anyai nagyanyai dédszülei Charles de Valois és Mahaut de Châtillon voltak. Szülei közeli rokoni kapcsolatban álltak, édesanyja apja unokahúga volt.
Johanna volt szülei öt gyermeke közül a második, egyben a legidősebb leány. Felnőttkort megért testvérei között olyan magas rangú személyek vannak mint Ágnes hercegnő, aki elsőként Cansignorio della Scala majd Giacomo del Balzo felesége lett, valamint Margit hercegnő, aki III. Károly nápolyi és magyar király hitvese volt.
| Anjou Johanna Capeting–Anjou-ház, durazzói ág Született: 1344 Elhunyt: 1387 |                             |                      |
|                                                                             |                             |                      |
| Előző Károly                                                                | Durazzo hercege 1348 – 1368 | Következő Karl Topia |

## Fordítás
- Ez a szócikk részben vagy egészben  a   Joanna, Duchess of Durazzo című angol Wikipédia-szócikk fordításán alapul.  Az eredeti cikk szerkesztőit annak laptörténete sorolja fel. Ez a jelzés csupán a megfogalmazás eredetét és a szerzői jogokat jelzi, nem szolgál a cikkben szereplő információk forrásmegjelöléseként.